# Sadie Crawford
Sadie Crawford (27 de diciembre de 1885-18 de diciembre de 1965), también conocida como Sadie Johnson y Sadie Mozee, fue una intérprete británico-estadounidense de principios de la era del jazz, una de las pocas intérpretes blancas de su época que disfrutó de una carrera internacional.

## Primeros años
Basada durante los últimos 35 años de su vida en Washington D. C., Estados Unidos, nació como Louisa Harriet Marshall en Tooting, Londres, el 27 de diciembre de 1885. Siendo la menor de los siete hijos de Francis Thomas Marshall y su esposa Ellen Maria, mantuvo un estrecho vínculo con sus hermanos y sus familias durante toda su vida. El hogar en el que creció era algo poco convencional: su padre, un hombre de mudanzas, murió justo antes de su quinto cumpleaños, y poco después su madre Ellen comenzó una relación con un hombre unos 20 años menor que ella, llamado Louis Slade, con quien en 1892 tuvo otro hijo. Ellen y Louis finalmente se casaron en 1905, cuatro años antes de la muerte de Ellen. La mayoría de los hermanos de Louisa vivieron su vida adulta en el sur de Londres. A lo largo de su vida se mantuvo particularmente unida a su hermana mayor, la Sra. Rhoda Matilda Newbon, quien fue madre de 13 niños.

## Carrera teatral y vida personal
Sadie subió al escenario en Londres a mediados de su adolescencia, y está claro que pronto desarrolló un gusto por la cultura popular negra y la música en particular. Se casaría dos veces; sus dos maridos eran personas negras estadounidenses. Numerosas fotografías muestran que se presentó como una mujer 'negra', 'de color' o 'criolla' y varios artículos periodísticos también sugieren que sus orígenes eran más exóticos de lo que realmente eran. A lo largo de su carrera parece haber utilizado profesionalmente el nombre Sadie, aunque se desconoce el origen de este nombre artístico.
Varias fuentes nos permiten reconstruir la carrera de Sadie. No menos importante entre estos es un breve relato de su vida que ella misma escribió en 1960 a mediados de los 70. Sobre esto sabemos que dejó la escuela a los 11 años (trabajando inicialmente como empleada doméstica) y dentro de unos años fue empleada como bailarina en el Empire Theatre de Londres. Su primera gran oportunidad llegó con una invitación de la animadora estadounidense Laura Hampton (de soltera Bowman) para unirse a su grupo de revisión, después de lo cual se inscribió en una gira europea del espectáculo 'A Trip to Coontown'.

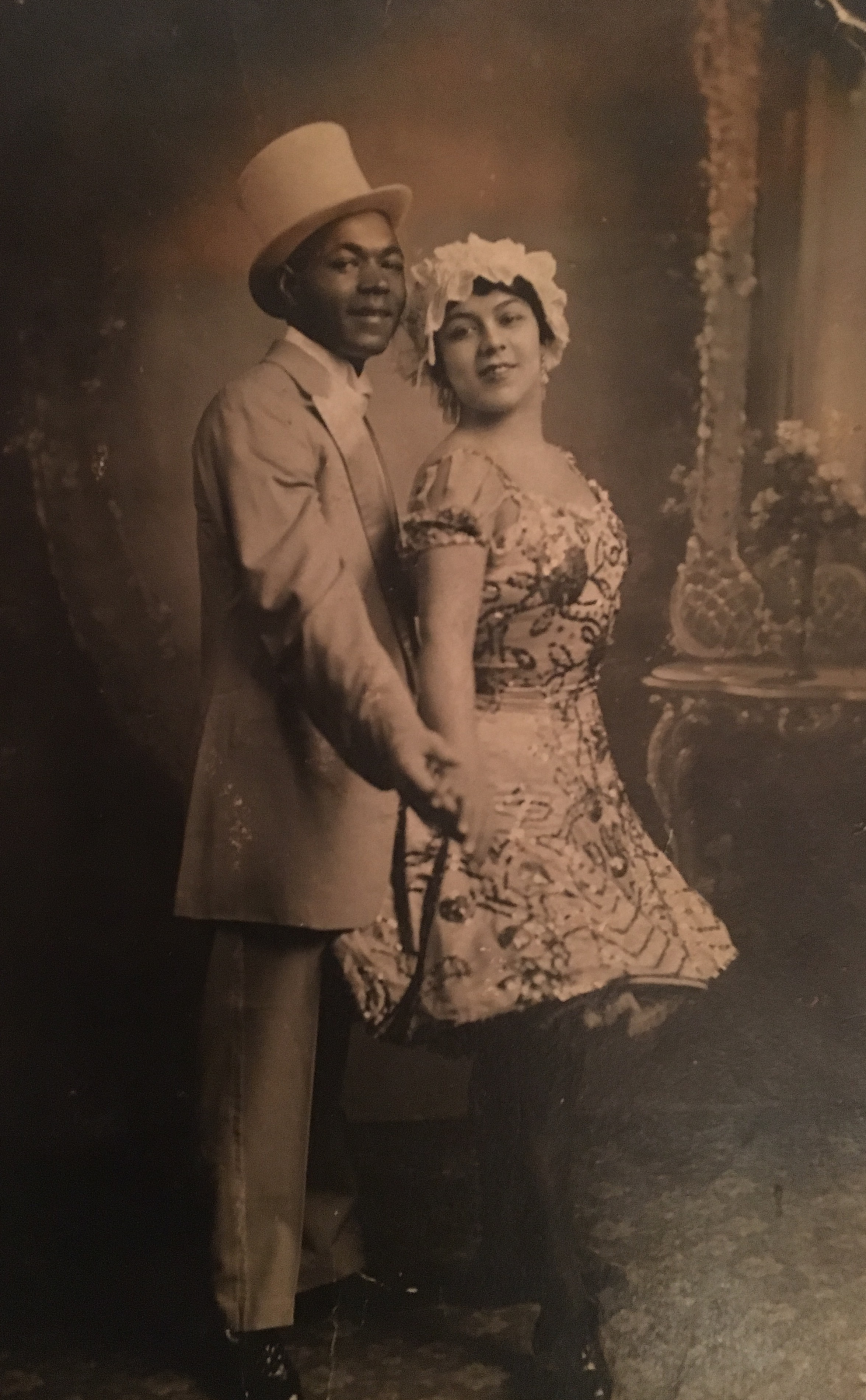

Sadie conoció a su primer esposo, el saxofonista Adolph Crawford, en 1906 y pronto empezó a trabajar con él en un acto doble de vodevil music hall, aunque en ese momento usaba el nombre de Sadie Johnson. En los años previos a la Primera Guerra Mundial, se puede encontrar al dúo actuando en Rusia, Bucarest, los Estados balcánicos y Escandinavia, así como en Berlín y París, y en los años de la guerra en todos los rincones del Reino Unido .
Sadie y Adolph finalmente se casaron en Southwark en junio de 1918, justo cuando la moda del jazz se extendía por Europa. Sus carreras internacionales comenzaron a despegar en serio en este momento, con invitaciones para recorrer el mundo a raudales. En los años de la posguerra se pueden encontrar en lugares tan lejanos como Nueva Zelanda, Australia, Argentina, Uruguay y Brasil, además de Austria, Hungría, Estonia, Lituania y Letonia . París, en gran medida la capital europea del jazz con tantas bandas y orquestas residentes y ad hoc, se convirtió en una base importante para el dúo.
Fue en París en 1923 donde las pocas grabaciones que los incluyeron (como parte de la 'Orchestre Syncopated Six' de Gordon Stretton ) fueron realizadas por Pathé; también fue en el Hospital Americano de París, Neuilly-sur-Seine, donde murió Adolph Crawford en 1929.
A los pocos meses de la muerte de Adolph, Sadie navegó por la ciudad de Nueva York con 'Blackbirds' de Lew Leslie y fue en los Estados Unidos donde se instaló a partir de entonces. Tras sufrir una crisis nerviosa le aconsejaron ir a Saratoga Springs a recuperarse y allí conoció a su segundo esposo, Frank Mozee (un chófer, quien era unos 16 años menor que ella), con quien se casó en 1930, cuando tendría 44 años. Sadie y Frank establecieron su hogar en Washington D. C. y parece que su segundo matrimonio marcó efectivamente el final de su carrera teatral. Desde Estados Unidos, visitaba regularmente a su familia en Tooting (en los primeros años en barco, pero últimamente en avión), y se hospedaba en el Regent Palace Hotel en el centro de Londres. Aunque no tuvo hijos propios, Sadie fue la 'madre adoptiva' de una hija, Lillian Brown.

## Muerte

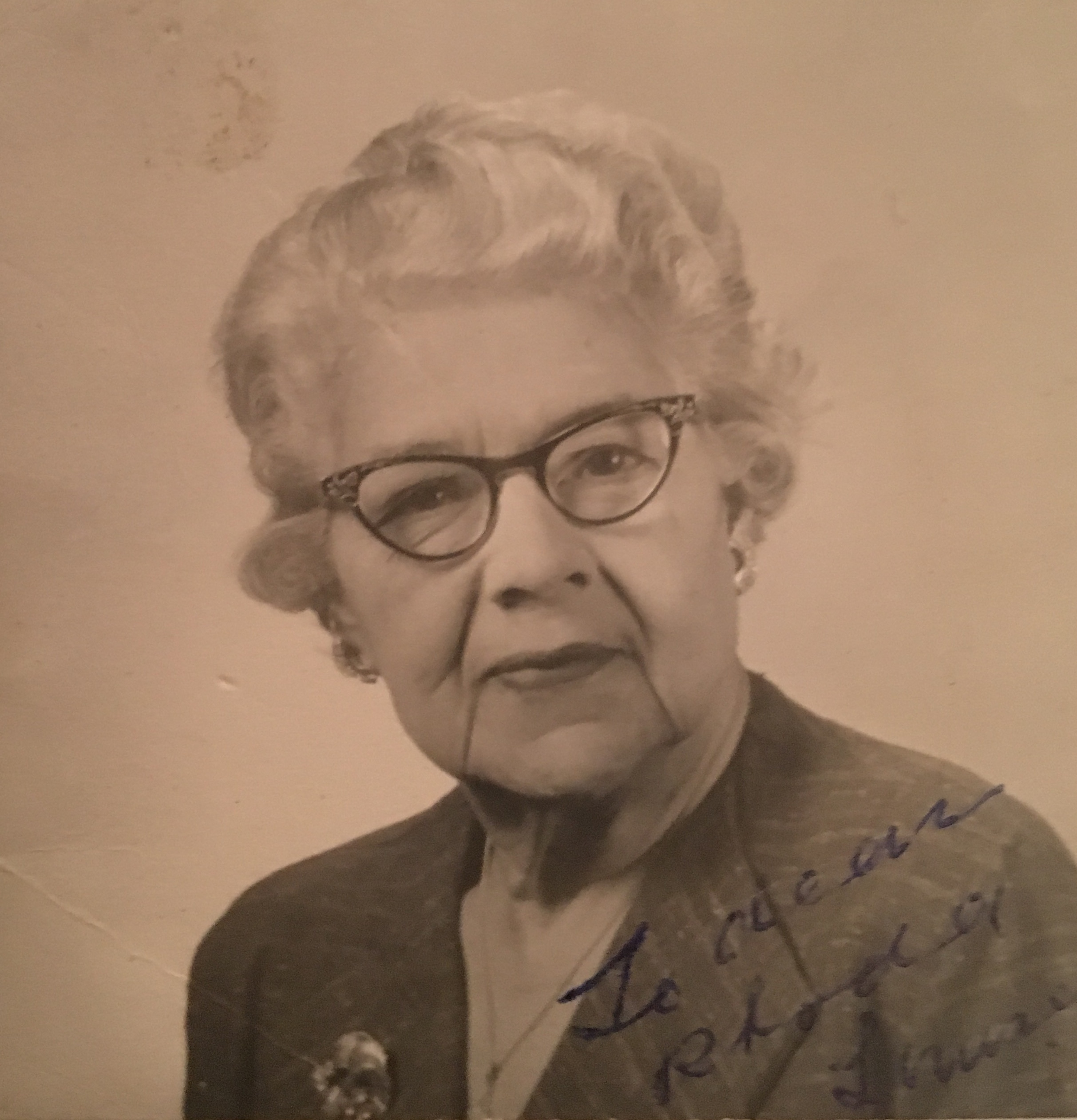

Sadie Mozee murió en el District of Columbia General Hospital de Washington el 18 de diciembre de 1965, pocos días antes de cumplir 80 años, y el Washington Evening Star reveló en su obituario que su muerte ocurrió "después de una larga enfermedad". Era miembro de la Iglesia Católica de San Martín. Fue enterrada en el Mount Olivet Cemetery de Washington. Su esposo Frank murió en Washington D. C. en 1981.

## Legado

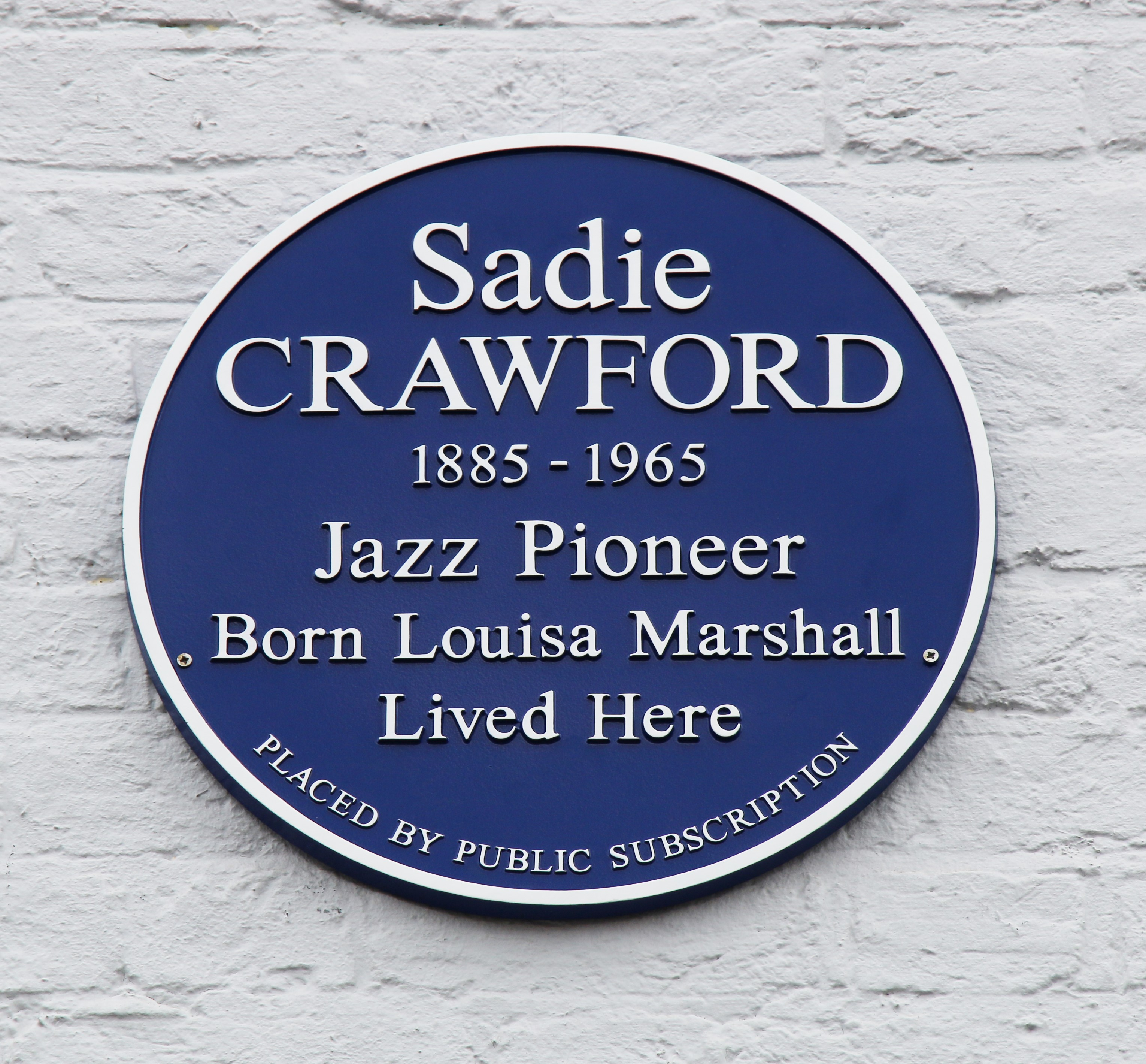

El 16 de junio de 2018, 53 años después de su muerte, se erigió una placa azul en la casa en la que nació y vivió de niña en Tooting, Londres, siendo la tercera en esa zona de la ciudad. En esa ocasión, se anunció que la cercana Streatham & Clapham High School introducía un premio anual de becas, Sadie Crawford Music Scholarship, en memoria de su actividad musical pionera.